# Gruzińscy arcymistrzowie szachowi
Lista gruzińskich szachistów, posiadających tytuły arcymistrzów (GM) i arcymistrzyń (WGM), zarówno w grze klasycznej, korespondencyjnej, kompozycji szachowej, jak i w rozwiązywaniu zadań szachowych oraz tytuły arcymistrzów honorowych (HGM), przyznawanych za osiągnięcia w przeszłości. Obejmuje także zawodników, którzy barwy Gruzji reprezentowali tylko w pewnym okresie swojego życia.

## Szachy klasyczne

### arcymistrzowie
| Zawodnicy                | Rok urodzenia | Rok śmierci | Rok nadania | Uwagi                                     |
| ------------------------ | ------------- | ----------- | ----------- | ----------------------------------------- |
| Ketewan Arachamia-Grant  | 1968          |             | 2009        | obecnie Szkocja                           |
| Lewan Aroszidze          | 1985          |             | 2006        |                                           |
| Dawid Arutinian          | 1984          |             | 2006        |                                           |
| Zurab Azmaiparaszwili    | 1960          |             | 1988        |                                           |
| Giorgi Bagaturow         | 1964          |             | 1999        |                                           |
| David Baramidze          | 1988          |             | 2004        | obecnie Niemcy                            |
| Dawit Benidze            | 1991          |             | 2013        |                                           |
| Bela Chotenaszwili       | 1988          |             | 2013        |                                           |
| Maja Cziburdanidze       | 1961          |             | 1984        |                                           |
| Alexandre Dgebuadze      | 1971          |             | 2000        | obecnie Belgia                            |
| Nana Dzagnidze           | 1987          |             | 2008        |                                           |
| Lasza Dżandżgawa         | 1970          |             | 1993        |                                           |
| Roman Dżindżichaszwili   | 1944          |             | 1977        | później Izrael, obecnie USA               |
| Baadur Dżobawa           | 1983          |             | 2001        |                                           |
| Dawit Dżodżua            | 1989          |             | 2008        |                                           |
| Merab Gagunaszwili       | 1985          |             | 2002        |                                           |
| Nona Gaprindaszwili      | 1941          |             | 1978        |                                           |
| Waleriane Gaprindaszwili | 1982          |             | 2002        |                                           |
| Tamaz Gelaszwili         | 1978          |             | 1999        |                                           |
| Giorgi Giorgadze         | 1964          |             | 1993        |                                           |
| Tamaz Giorgadze          | 1947          |             | 1977        |                                           |
| Buchuti Gurgenidze       | 1933          | 2008        | 1970        |                                           |
| Zwiad Izoria             | 1984          |             | 2002        | obecnie USA                               |
| Igor Jefimow             | 1960          |             | 1993        | obecnie Monako                            |
| Giorgi Kaczeiszwili      | 1977          |             | 1997        |                                           |
| Micheil Kekelidze        | 1974          |             | 2000        |                                           |
| Dawit Magalaszwili       | 1987          |             | 2014        |                                           |
| Giorgi Margwelaszwili    | 1990          |             | 2010        |                                           |
| Micheil Mczedliszwili    | 1979          |             | 2002        |                                           |
| Siergiej Mowsesjan       | 1978          |             | 1997        | później Czechy, Słowacja, obecnie Armenia |
| Gaioz Nigalidze          | 1989          |             | 2014        |                                           |
| Luka Paiczadze           | 1991          |             | 2012        |                                           |
| Lewan Panculaja          | 1986          |             | 2005        |                                           |
| Tornike Sanikidze        | 1989          |             | 2008        |                                           |
| Zurab Sturua             | 1959          |             | 1991        |                                           |
| Konstantine Szanawa      | 1985          |             | 2006        |                                           |
| Dawit Szengelia          | 1980          |             | 2005        | obecnie Austria                           |
| Elizbar Ubiława          | 1950          |             | 1988        | obecnie Hiszpania                         |
| Giennadij Zajczik        | 1957          |             | 1984        | obecnie Stany Zjednoczone                 |

### arcymistrzynie
| Zawodniczki             | Rok urodzenia | Rok śmierci | Rok nadania | Uwagi                                             |
| ----------------------- | ------------- | ----------- | ----------- | ------------------------------------------------- |
| Nana Aleksandria        | 1949          |             | 1976        |                                                   |
| Meri Arabidze           | 1994          |             | 2012        |                                                   |
| Ketewan Arachamia-Grant | 1968          |             | 1987        | +arcymistrz, obecnie Szkocja                      |
| Nino Baciaszwili        | 1987          |             | 2008        |                                                   |
| Keti Cacalaszwili       | 1992          |             | 2011        |                                                   |
| Tamara Cereteli         | 1985          |             | 2005        |                                                   |
| Tamara Chmiadaszwili    | 1944          |             | 1998        |                                                   |
| Bela Chotenaszwili      | 1988          |             | 2007        | +arcymistrz                                       |
| Sopiko Chuchaszwili     | 1985          |             | 2005        | +mistrz międzynarodowy                            |
| Nino Churcidze          | 1975          |             | 1993        | +mistrz międzynarodowy                            |
| Inga Churcilawa         | 1975          |             | 2013        |                                                   |
| Inga Czarchalaszwili    | 1983          |             | 2005        |                                                   |
| Maja Cziburdanidze      | 1961          |             | 1977        | +arcymistrz                                       |
| Diana Darczija          | 1977          |             | 1998        |                                                   |
| Nana Dzagnidze          | 1987          |             | 2003        | +arcymistrz                                       |
| Lela Dżawachiszwili     | 1984          |             | 2003        | +mistrz międzynarodowy                            |
| Natalia Edzgweradze     | 1975          |             | 1999        |                                                   |
| Nona Gaprindaszwili     | 1941          |             | 1976        | +arcymistrz                                       |
| Rusudan Goletiani       | 1980          |             | 1999        | +mistrz międzynarodowy, obecnie Stany Zjednoczone |
| Sopiko Guramiszwili     | 1991          |             | 2009        |                                                   |
| Nino Gurieli            | 1961          |             | 1980        | +mistrz międzynarodowy                            |
| Sopio Gwetadze          | 1983          |             | 2006        | +mistrz międzynarodowy                            |
| Nana Ioseliani          | 1962          |             | 1980        | +mistrz międzynarodowy                            |
| Maja Lomineiszwili      | 1977          |             | 1996        | +mistrz międzynarodowy                            |
| Tea Łanczawa            | 1974          |             | 2001        | +mistrz międzynarodowy, obecnie Holandia          |
| Nino Maisuradze         | 1982          |             | 2009        | obecnie Francja                                   |
| Ana Matnadze            | 1983          |             | 2002        | +mistrz międzynarodowy, obecnie Hiszpania         |
| Salome Melia            | 1987          |             | 2005        | +mistrz międzynarodowy                            |
| Nazi Paikidze           | 1993          |             | 2010        | +mistrz międzynarodowy, obecnie Stany Zjednoczone |
| Maka Purtseladze        | 1988          |             | 2005        | +mistrz międzynarodowy                            |
| Sopio Tkeszelaszwili    | 1979          |             | 2001        |                                                   |

## Kompozycja szachowa

### arcymistrzowie
| Zawodnicy        | Rok urodzenia | Rok śmierci | Rok nadania | Uwagi |
| ---------------- | ------------- | ----------- | ----------- | ----- |
| Dawit Gurgenidze | 1953          |             | 1990        |       |